# Jakob Ossner

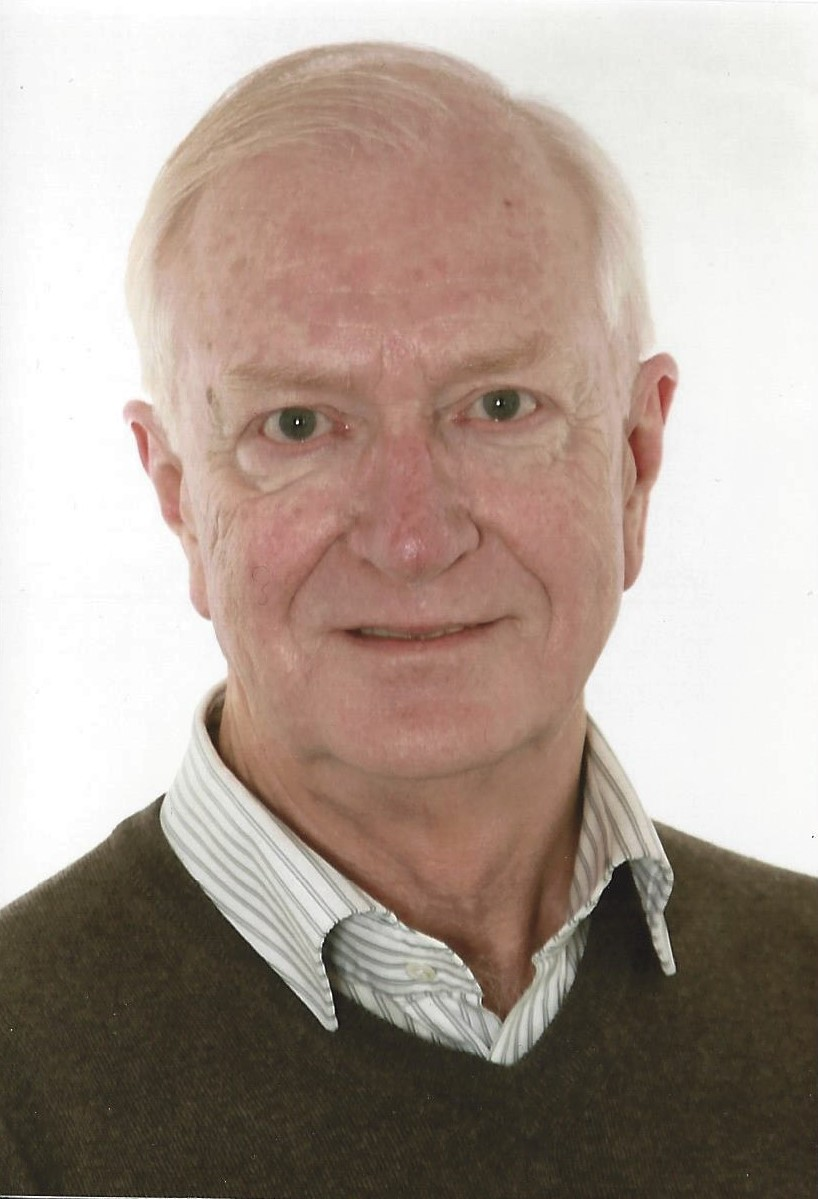
Jakob Ossner (2018)

Jakob Ossner (* 16. April 1949) ist ein deutscher Germanist, Sprachwissenschaftler und Sprachdidaktiker.

## Leben
Nach dem Studium der Germanistik und Philosophie in Regensburg und Heidelberg arbeitete Ossner zunächst als Gymnasiallehrer. Von 1979 bis 1989 war er wissenschaftlicher Mitarbeiter an der Pädagogischen Hochschule Ludwigsburg. In dieser Zeit veröffentlichte er seine ersten Monographien. 1989 erhielt Ossner einen Ruf an die Pädagogische Hochschule Heidelberg, an der er bis 1994 als Professor tätig war, bevor er danach an die Pädagogische Hochschule Weingarten wechselte. 1997 folgte er als Nachfolger von Hubert Ivo einem Ruf auf den Lehrstuhl für Sprachwissenschaft und Sprachdidaktik an die Goethe-Universität in Frankfurt/Main, den er bis 2003 innehatte. In diesem Jahr erfolgte die Rückkehr an die Pädagogische Hochschule Weingarten, an der er das Rektorat antrat, das er bis 2008 innehatte. Danach wechselte er an die Pädagogische Hochschule St. Gallen.
Ossner beschäftigt sich vor allem mit Forschungen zur Sprachdidaktik. Insbesondere Grammatik und Sprachbewussheit sowie Orthographie und Orthographieerwerb stellen Forschungsschwerpunkte dar, zu denen er vielfach publizierte.
Er ist Mitautor der HRK-Schrift Zur Zukunft der Lehrerbildung in den Hochschulen (Beiträge zur Hochschulpolitik 5/2006), Herausgeber der Reihe Standardwissen Lehramt und Mitherausgeber des Handbuchs Didaktik der deutschen Sprache. Von 1885 bis 2014 war er Redaktionsmitglied von OBST (Osnabrücker Beiträge zur Sprachwissenschaft), 1996 - 2003 verantwortlicher Redakteur von Didaktik Deutsch, von 1980 bis 2022 Herausgeber von Zeno. Jahrheft für Literatur und Kritik.
Ossner war von 2004 bis 2006 Mitglied im Rat für deutsche Rechtschreibung; er leitete die Arbeitsgruppe „Schule“ und vertrat den Rat bei der Erstellung des Rechtschreibrahmens für die Klassen 1-10 in Baden-Württemberg. 2021 folgte dem Rechtschreibrahmen der Grammatikrahmen, beides verbindliche Grundlagen für den Schulunterricht in Baden-Württemberg.

## Ehrungen und Auszeichnungen
- 2012 Friedrich-Preis für Deutschdidaktik[7]

## Veröffentlichungen (Auswahl)
- Konvention und Strategie. Die Interpretation von Äusserungen im Rahmen einer Sprechakttheorie (= Reihe germanistische Linguistik. 55). Niemeyer, Tübingen 1985, ISBN 3-484-31055-3 (Zugleich: Heidelberg, Ruprecht-Karls-Universität, Dissertation, 1984).
- als Herausgeber mit Ursula Bredel, Hartmut Günther, Peter Klotz, Gesa Siebert-Ott: Didaktik der deutschen Sprache. Ein Handbuch (= UTB. 8235 und 8236, Sprachwissenschaft, Schulpädagogik.). 2 Bände. Schöningh, Paderborn u. a. 2003, ISBN 3-8252-8237-6.
- Kompetenzen und Kompetenzmodelle im Deutschunterricht. In: Didaktik Deutsch. 21, 2006, S. 5–19, (online).
- Sprachdidaktik Deutsch. Eine Einführung (= UTB. 2807). Schöningh, Paderborn u. a. 2006, ISBN 3-8252-2807-X (2., überarbeitete Auflage. ebenda 2008, ISBN 978-3-8252-2807-1).
- Orthographie. System und Didaktik (= UTB. 3329, Sprachwissenschaft, Schulpädagogik.). Schöningh, Paderborn 2010, ISBN 978-3-8252-3329-7.
- Erklären und Zeigen. In: Didaktik Deutsch. 34, 2013, S. 37–51, (online).
- mit Anja Pompe, Kaspar H. Spinner: Deutschdidaktik Grundschule. Eine Einführung (= Grundlagen der Germanistik. 61). Schmidt, Berlin 2016, ISBN 978-3-503-16656-5.